# Jesus Christus herrscht als König
Jesus Christus herrscht als König ist ein Kirchenlied, dessen Text von Philipp Friedrich Hiller (1699–1769) stammt. Das Lied ist – um mehr als die Hälfte gekürzt – im Evangelischen Gesangbuch (Nr. 123) und im Evangelisch-Lutherischen Kirchengesangbuch² der SELK (Nr. 472) dem Fest Christi Himmelfahrt zugeordnet, eine achtstrophige Version findet sich im Mennonitischen Gesangbuch (Nr. 440).

## Text
Der Text handelt, in engem Anschluss an neutestamentliche Aussagen, von der Königsherrschaft Christi, der auf dem Weg des Kreuzes zum Sieg gelangte und, über alle irdischen und himmlischen Mächte erhöht, Erlöser und Heiland ist für alle, die ihn als den Herrn bekennen.
Hiller vollendete die 26 Strophen am 28. August 1755 im Alter von 56 Jahren, als er Pfarrer in Steinheim am Albuch war. Veröffentlicht wurde der Text im Jahr 1757 in Hillers theologischem Werk Die Reyhe der Vorbilder Jesu Christi in dem Alten Testamente. In diesem Buch ist das Lied überschrieben mit „Lied von dem grossen Erlöser; den 28. Aug. 1755.; über Ephes. I, 21,22.“ Das Lied kann als Hillers Glaubensbekenntnis und Essenz seiner theologischen Arbeit bezeichnet werden.
Im Evangelischen Gesangbuch sind 11 Strophen in leicht veränderter Fassung abgedruckt.
| Originaltext 1757 | Evangelisches Gesangbuch |
| (1.) JEsus Christus herrscht als König; alles wird Ihm unterthänig, alles legt Ihm GOtt zu Fuß. Alle Zunge soll bekennen, JEsus sey der HErr zu nennen, dem man Ehre geben muß. (2.) Fürstenthümer und Gewalten, Machten, die die Thronwacht halten, geben Ihm die Herrlichkeit, alle Herrschaft, dort im Himmel, hier im irdischen Gewimmel, ist zu seinem Dienst bereit. (3.) Sagt mir von erhabnen Thronen, die beym ewgen Lichte wohnen; nichts ist gegen JEsu groß. Nennt mir Nahmen auf der Erden, wann sie auch vergöttert worden; sie seynd Theil aus seinem Loos. (4.) Gehet aus dem Bach der Zeiten in das Meer der Ewigkeiten, forscht den fernen Tiefen nach; kein Geist wird in allen Gründen etwas majestätschers finden, als der Vater von Ihm sprach. (5.) Kan man doch nichts höhers lesen, als: das Bild von seinem Wesen; als: der Glanz der Herrlichkeit. Selbst der Lebebilder Augen, die GOtt nah zu sehen taugen, wundern die Vollkommenheit. (6.) GOtt, des Weltbaus grosser Meister, hat die Engel wohl als Geister, und als Flammen um den Thron; sagt Er aber einem Knechte: setze dich zu meiner Rechte? nein! Er sprach es zu dem Sohn. (7.) GOtt ist HERR; der HERR ist Einer, und Demselben gleichet keiner; nur der Sohn ist Ihme gleich. Dessen Stuhl ist unumstößlich, dessen Leben unauflöslich, dessen Reich ein ewig Reich. (8.) Gleicher Macht und gleicher Ehren sitzt Er unter lichten Chören über denen Cherubim. In der Welt und Himmel Enden hat er alles in den Händen; dann der Vater gab es Ihm. (9.) Ist nicht das, was GOtt erwehlet, was GOtt zu den Kindern zehlet, in dem liebsten Sohn geliebt? wohnt nicht, weils des Vaters Wille, selbst in Ihm der Gottheit Fülle, und der Gnade, die GOtt gibt. (10.) Nur in Ihm, o Wundergaben! können wir Erlösung haben, die Erlösung durch sein Blut. Hörts! das Leben ist erschienen, und ein ewiges Versühnen kommt in JEsu uns zu gut. (11.) Menschen! lernt an diesem Liede: es ist Gnade! es ist Friede! JEsus führte selbst den Krieg. GOttes Geist hats aufgeschrieben: Tod! wo ist dein Stachel blieben? Hölle! wo ist nun dein Sieg? (12.) Alles dieses nicht alleine; die begnadigte Gemeine hat auch Ihn zu ihrem Haupt. Er hat sie mit Blut erkaufet; Er hat sie zur Braut getaufet; und sie lebet, weil sie glaubt. (13.) Gebt, ihr Sünder, Ihm die Herzen; klagt, ihr Kranken, Ihm die Schmerzen; sagt, ihr Arme, Ihm die Noth. Wunden müssen Wunden heilen; Heylsöl weiß Er auszutheilen; Reichthum schenkt Er nach dem Tod. (14.) Komm, zum Tod verdammt Geschlechte, der Gerechte macht Gerechte, Heilge aus der Sünder Rott. Komm, du wirst noch angenommen; komm beherzt, Er heißt dich kommen; sag Ihm nur: Mein HErr und GOtt! (15.) Eil, es ist nicht Zeit zu schämen; willst du Gnade? du sollst nehmen; willst du leben? das soll seyn; willst du erben? du wirsts sehen; soll der Wunsch aufs höchste gehen, willst du JEsum? Er ist dein. (16.) Allen losgekauften Seelen soll an keinem Gute fehlen dann sie glauben GOtt zum Ruhm. Werthe Worte! theure Lehren! möcht doch alle Welt dich hören, süsses Evangelium! (17.) Zwar das Haupt trug die zum Hohne ihm geflochtne Dornenkrone einst in seiner Kreuzigung: dannnoch war sein blutig Sterben zu der Herrlichkeit dem Erben mehr ein Weg als Hinderung. (18.) Gleiches Kreuz drückt Christi Glieder hier auf kurze Zeitlein nieder, und das Leiden geht zuvor. Nur Geduld! es folgen Freuden. Nichts kann sie von JEsu scheiden, und ihr Haupt zieht sie empor. (19.) Gehen Ehr und Gut verloren, wird auch gar der Tod geschworen; Schmach und Sterben ist Gewinn. Droht mit Schanden! schröckt mit Beilen! die nach jenem Kleinod eilen, sehen über alles hin. (20.) Ihnen steht ein Himmel offen, welcher über alles Hoffen, über alles Wünschen ist. Die gereinigte Gemeine weiß, daß eine Zeit erscheine, wo sie ihren König küßt. (21.) Auch bis dahin gibt Er Nahrung, und die Decke zur Verwahrung; denn er pflegt und liebet sie. Ja bei seynem Kreuzesstammen fürchtet sie auch kein Verdammen; denn sie rühmet: GOtt ist hie. (22.) Trachten irdische Monarchen, dieses Heerdlein anzuschnarchen; o sein Hirte lacht dazu. Er läßt diese kleine Grossen sich die Köpfe blutig stossen, und den Schafen gibt Er Ruh. (23.) Zürnet nicht, erlauchte Machten! dieses zielt nicht auf Verachten; Land und Scepter bleiben euch. Seyt ihr aber Christi Spötter, wißt, so ist Er GOtt der Götter; Sein ist Ehre, Macht und Reich. (24.) Was ihr habt, hat Er gegeben; Ihr seyt sterblich; Er hat Leben; Er ist Töpfer; ihr seyt Thon. Tausend hohe Seraphinen, die an seinem Hofe dienen, betten an vor seinem Thron. (25.) Jauchz Ihm, Menge heilger Knechte! rühmt, vollendete Gerechte! und du Schaar, die Palmen trägt! und du Blutvolk in der Crone! und du Chor vor seinem Throne, der die Gottesharfen schlägt! (26.) Ich auch auf der tiefsten Stufen, ich will glauben, reden, rufen, ob ich schon noch Pilgrim bin: JEsus Christus herrscht als König, alles sey Ihm unterthänig, ehret, liebet, lobet Ihn. | 1. Jesus Christus herrscht als König, alles wird ihm untertänig, alles legt ihm Gott zu Fuß. Aller Zunge soll bekennen, Jesus sei der Herr zu nennen, dem man Ehre geben muß. 2. Fürstentümer und Gewalten, Mächte, die die Thronwacht halten, geben ihm die Herrlichkeit; alle Herrschaft dort im Himmel, hier im irdischen Getümmel ist zu seinem Dienst bereit. 3. Gott ist Herr, der Herr ist Einer, und demselben gleichet keiner, nur der Sohn, der ist ihm gleich; dessen Stuhl ist unumstößlich, dessen Leben unauflöslich, dessen Reich ein ewig Reich. 4. Gleicher Macht und gleicher Ehren sitzt er unter lichten Chören über allen Cherubim; in der Welt und Himmel Enden hat er alles in den Händen, denn der Vater gab es ihm. 5. Nur in ihm, o Wundergaben, können wir Erlösung haben, die Erlösung durch sein Blut. Hört’s: das Leben ist erschienen, und ein ewiges Versühnen kommt in Jesus uns zugut. 6. Jesus Christus ist der Eine, der gegründet die Gemeine, die ihn ehrt als teures Haupt. Er hat sie mit Blut erkaufet. mit dem Geiste sie getaufet, und sie lebet, weil sie glaubt. 7. Gebt, ihr Sünder, ihm die Herzen, klagt, ihr Kranken, ihm die Schmerzen, sagt, ihr Armen, ihm die Not. Wunden müssen Wunden heilen, Heilsöl weiß er auszuteilen, Reichtum schenkt er nach dem Tod. 8. Zwar auch Kreuz drückt Christi Glieder hier auf kurze Zeiten nieder, und das Leiden geht zuvor. Nur Geduld, es folgen Freuden; nichts kann sie von Jesus scheiden, und ihr Haupt zieht sie empor. 9. Ihnen steht der Himmel offen, welcher über alles Hoffen, über alles Wünschen ist. Die geheiligte Gemeine weiß, daß eine Zeit erscheine, da sie ihren König grüßt. 10. Jauchz ihm, Menge heilger Knechte, rühmt, vollendete Gerechte und du Schar, die Palmen trägt, und ihr Zeugen mit der Krone und du Chor vor seinem Throne, der die Gottesharfen schlägt. 11. Ich auch auf der tiefsten Stufen, ich will glauben, reden, rufen, ob ich schon noch Pilgrim bin: Jesus Christus herrscht als König, alles sei ihm untertänig; ehret, liebet, lobet ihn! |

## Melodie
Das Lied wird heutzutage nach der Melodie des Kirchenliedes Alles ist an Gottes Segen (EG 352) gesungen, die von Johann Adam Hiller 1793 nach Vorlagen von Johann Löhner (1691) komponiert wurde; allerdings wurden dem Lied im Lauf der Zeit verschiedene Melodien zugewiesen. Im Evangelischen Gesangbuch ist es in der Tonart F-Dur notiert.
im Evangelisch-Lutherischen Kirchengesangbuch² der SELK und im Lutherischen Gesangbuch der Evangelisch-Lutherischen Freikirche erscheint das Lied mit einer Melodie von Paul Kretzschmar von 1954, die Melodie von Alles ist an Gottes Segen ist bei der SELK als Alternative angegeben.

## Rezeption
Das Lied verbreitete sich schnell im deutschen Protestantismus und galt im 19. Jahrhundert als „Meisterwerk“ Hillers. Es ist in vielen Liederbüchern der evangelischen Landes- und Freikirchen enthalten und wurde unter anderem in die polnische Sprache übersetzt. Seit der Reform der Perikopenordnung 2018 ist es das Lied des Tages zum Himmelfahrtstag. Die Liturgische Konferenz zählt das Lied zu den 33 Kernliedern im EG, die in allen Bereichen kirchlicher Arbeit zum Einsatz kommen sollen.